# Шемуршинское сельское поселение
Шемурши́нское се́льское поселе́ние (чув. Шӑмӑршӑ ял тӑрӑхӗ) — упразднëнное муниципальное образование в составе Шемуршинского района Чувашской Республики Российской Федерации.
Административный центр — село Шемурша.

## Географические данные
Северная граница Шемуршинского сельского поселения с Батыревским районом и Карабай-Шемуршинским сельским поселением идет по северным границам лесных кварталов 6, 7, 8, 9, 10, 11, 12, 13 Баскакского лесничества национального парка «Чӑваш вӑрманӗ» 20, 21, 22, 23, 24, 25, 26, 27, 28, 29, 30, 31, 32, 33, 34, 35, 36 Шемуршинского лесничества Шемуршинского лесхоза и 83, 84 Трёхбалтаевского лесничества Шемуршинского лесхоза.
Восточная граница Шемуршинского сельского поселения с землями Большебуяновского и Малобуяновского сельских поселений идет по северным границам лесных кварталов 84, 101, 109 Трёхбалтаевского лесничества Шемуршинского лесхоза вдоль федеральной автомобильной дороги А-151 Цивильск — Ульяновск, далее идет в восточном направлении по дороге к асфальтобетонному заводу и по северной границе асфальтобетонного завода Шемуршинского дорожного ремонтно-строительного управления. Затем граница идет по восточной границе асфальтобетонного завода Шемуршинского дорожного ремонтно-строительного управления, пересекая р. Малые Карлы, по границе полигона твердых бытовых отходов, далее на юго-запад по границе полигона твердых бытовых отходов, карьера для добычи глины, на юг по границе территории государственного унитарного предприятия «Шемуршинская сельхозхимия», пересекает автомобильную дорогу Шемурша — Чепкас-Никольское, по границе с. Шемурша, по границам ипподрома, на юго-восток до автомобильной дороги к д. Старой Шемурше. Затем граница идет по границе автомобильной дороги к д. Старой Шемурше с пересечением федеральной автодороги А-151 Цивильск — Ульяновск, далее вдоль федеральной автомобильной дороги А-151 Цивильск — Ульяновск на юго-восток до земель непубличного акционерного общества «Агрофирма „Карлинская“» Шемуршинского района.
Южная граница Шемуршинского сельского поселения с землями Малобуяновского сельского поселения, Дрожжановского района Республики Татарстан и Бичурга-Баишевского сельского поселения идет в западном направлении по границам непубличного акционерного общества «Агрофирма „Карлинская“», проходит по южным границам общества с ограниченной ответственностью «Шанс» и лесных кварталов 101, 108, 99, 82, 81, 98 Шемуршинского лесничества Шемуршинского лесхоза, далее по границе земель крестьянского (фермерского) хозяйства «Слава» Шемуршинского района, затем северо-западном направлении по границе земель Дрожжановского района Республики Татарстан, пересекает автомобильную дорогу Шемурша — Бичурга-Баишево. Далее граница идет по границам лесных кварталов 110, 109, 108, 107, 106, 105 Баскакского лесничества Национального парка «Чӑваш вӑрманӗ».
Западная граница Шемуршинского сельского поселения с землями Старочукальского сельского поселения идет по западным границам лесных кварталов 89, 74, 65, 56, 45, 32, 19, 6 Баскакского лесничества национального парка «Чӑваш вӑрманӗ».

### Эксклавная территория — пос. Канаш
Северная граница пос. Канаш идет по границе земель крестьянского (фермерского) хозяйства «Канаш» Шемуршинского района.
Восточная граница идет по границе земель крестьянского (фермерского) хозяйства «Канаш», по границе д. Малой Цильны Буинского района Республики Татарстан, пересекает р. Малую Цильну и автомобильную дорогу Буинск — Старое Дрожжаное.
Южная граница пос. Канаш идет по границе с землями крестьянского (фермерского) хозяйства «Канаш».
Западная граница идет по границам земель крестьянского (фермерского) хозяйства «Канаш» Шемуршинского района на северо-запад, на север и далее пересекает автомобильную дорогу Буинск — Старое Дрожжанное, р. Малую Цильну и границы земель крестьянского (фермерского) хозяйства «Канаш».

## Населённые пункты
На территории поселения расположены восемь населённых пунктов:
| Название        | Тип населённого пункта       | Население |
| --------------- | ---------------------------- | --------- |
| Шемурша         | село, административный центр |           |
| Мордовские Тюки | деревня                      |           |
| Андреевка       | деревня                      |           |
| Новая Шемурша   | деревня                      |           |
| Канаш           | посёлок                      |           |
| Баскаки         | посёлок                      |           |
| Кучеки          | посёлок                      |           |
| Муллиная        | деревня                      |           |

## Население
| 2010  | 2012  | 2013  | 2014  | 2015  | 2016  | 2017  |
| ----- | ----- | ----- | ----- | ----- | ----- | ----- |
| 4676  | ↘4478 | ↘4347 | ↘4261 | ↘4231 | ↘4166 | ↘4122 |
| 2018  | 2019  | 2020  | 2021  |       |       |       |
| ↘4061 | ↘4005 | ↘3923 | ↗4072 |       |       |       |